# Oni (film 1998)
Oni (ang. Faculty, The) – groteskowy horror science-fiction w reżyserii Roberta Rodrigueza z 1998 roku.

## Opis fabuły
W pewnej szkole średniej zaczyna dochodzić do zagadkowych zgonów. Coraz to dziwniej zaczynają się również zachowywać uczniowie i grono pedagogiczne. Szóstka nastolatków – buntownicza Stokely, szkolna ofiara Casey, pewny siebie Zeke, ambitny sportowiec Stan, piękna Delilah oraz nowa uczennica Marybeth – podejrzewają, że Ziemią chcą zawładnąć kosmici.

## Obsada
- Laura Harris jako Marybeth Louise Hutchinson
- Elijah Wood jako Casey Connor
- Jordana Brewster jako Delilah Profitt
- Josh Hartnett jako Zeke Tyler
- Clea DuVall jako Stokely „Stokes“ Mitchell
- Shawn Hatosy jako Stan Rosado
- Usher Raymond jako Gabe Santora
- Bebe Neuwirth jako Valerie Drake
- Robert Patrick jako trener Joe Willis
- Famke Janssen jako Elizabeth Burke
- Daniel von Bargen jako John Tate
- Jon Stewart jako profesor Edward Furlong
- Piper Laurie jako Karen Olson
- Salma Hayek jako pielęgniarka Rosa Harper
- Christopher McDonald jako Frank Connor

## Ekipa współtworząca film
- Reżyseria: Robert Rodriguez
- Scenariusz: Kevin Williamson, David Wechter, Bruce Kimmel
- Produkcja: Elizabeth Avellan, Robert Rodriguez
- Zdjęcia: Enrique Chediak
- Montaż: Robert Rodriguez
- Muzyka: Marco Beltrami, Dexter Holland
- Produkcja wykonawcza: Harvey Weinstein
- Scenografia: Jeanette Scott, Cary White
- Kostiumy: Michael T. Boyd
- Obsada: Elijah Wood (Casey Connor), Josh Hartnett (Zeke Tyler), Clea DuVall (Stokely Mitchell), Shawn Hatosy (Stan Rosado), Jordana Brewster (Delilah Profitt), Laura Harris (Marybeth Louise Hutchinson), Usher Raymond (Gabe Santora), Piper Laurie (Karen Olson), Robert Patrick (trener Willis), Bebe Neuwirth (dyrektor Valerie Drake), Jon Abrahams (chłopak), Summer Phoenix (dziewczyna), Famke Janssen (p. Elizabeth Burke), Salma Hayek (siostra Rosa Harper)